# 上海市青浦区第一中学
上海市青浦区第一中学是位於中國上海市青浦區的一所高中。
1999年，上海市青浦中学搬迁后，其原址青安路126號上重新建立另一所新的高中，即上海市青浦縣第一中学。青浦縣變青浦區後，更名上海市青浦区第一中学。2023年，上海市青浦区第一中学被評為上海市特色普通高中。